# Большие Озерцы
Больши́е Озе́рцы — деревня в Ретюнском сельском поселении Лужского района Ленинградской области.

## История

### До XIX века
Впервые упоминается в писцовых книгах Шелонской пятины 1498 года, как деревня Озерца с церковью Архангела Михаила, 4 двора церковных, 1 двор помещичий в Которском погосте Новгородского уезда.

### XIX — начало XX века
Деревня Большие Озерцы, состоящая из 32 крестьянских дворов и при ней усадьбы помещиков Головичёва и Голикова, упоминаются на карте Санкт-Петербургской губернии Ф. Ф. Шуберта 1834 года.

ОЗЕРЦЫ — усадьба, принадлежит: прапорщику Ивану Ишкарину, число жителей по ревизии: 19 м. п., 21 ж. п.

поручице Вере Голиковой, число жителей по ревизии: 9 м. п., 11 ж. п.

мичману Алексею Головачёву, число жителей по ревизии: 3 м. п., 4 ж. п.

БОЛЬШИЕ ОЗЕРЦЫ — деревня, принадлежит: прапорщику Ивану Ишкарину, число жителей по ревизии: 17 м. п., 19 ж. п.

мичману Алексею Головачёву, число жителей по ревизии: 14 м. п., 18 ж. п.

поручице Вере Голиковой, число жителей по ревизии: 10 м. п., 12 ж. п.

майорше Елизавете Толбухиной, число жителей по ревизии: 6 м. п., 7 ж. п.

ротмистру Петру Балавенскому, число жителей по ревизии: 22 м. п., 23 ж. п.

ведомству Ораниенбаумского дворцового правления, число жителей по ревизии: 50 м. п., 57 ж. п. (1838 год)

Деревня Большие Озерцы из 30 дворов отмечена на карте профессора С. С. Куторги 1852 года.

БОЛЬШИЕ ОЗЕРЦЫ — деревня Ораниенбаумского дворцового правления, по просёлочной дороге, число дворов — 32, число душ — 118 м. п. (1856 год)

ОЗЕРЦЫ БОЛЬШИЕ — деревня Дворцового ведомства при озере Озерецком, число дворов — 30, число жителей: 95 м. п., 102 ж. п. (1862 год)

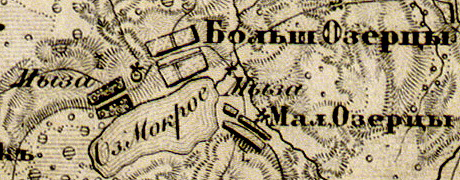
Деревня Большие Озерцы на карте 1863 года

Согласно карте из «Исторического атласа Санкт-Петербургской Губернии» 1863 года в деревне Большие Озерцы находилась мыза, часовня и ветряная мельница.
Сборник Центрального статистического комитета описывал её так:

СРЕДНИЕ ОЗЕРЦЫ — деревня бывшая удельная при озере Озерецком, дворов — 19, жителей — 95; лавка. (1885 год)

Согласно материалам по статистике народного хозяйства Лужского уезда 1891 года, мыза Большие Озерцы площадью 385 десятин принадлежала купцу А. А. Коновалову, мыза была приобретена в 1885 году за 18 000 рублей; кроме того, три имения при селении Большие Озерцы принадлежали мещанам: одно — С. и Я. Алексеевым, второе — В. Петрову и А. Ивановой, третье — А. Архиповой, все имения были приобретены до 1868 года.
В XIX веке деревня административно относилась ко 2-му стану Лужского уезда Санкт-Петербургской губернии, в начале XX века — к Поддубской волости 4-го земского участка 4-го стана.
По данным «Памятной книжки Санкт-Петербургской губернии» за 1905 год деревня Средние Озерцы входила в Поддубское сельское общество.

### с 1917 года
С 1917 по 1923 год деревня входила в состав Озерецкого сельсовета Поддубской волости Лужского уезда.
С 1923 года, в составе Средне-Озерецкого сельсовета Городецкой волости.
С 1924 года, в составе Кренского сельсовета.
С 1927 года, в составе Лужской волости, а затем Лужского района.
С 1928 года, в составе Поддубского сельсовета.
По данным 1933 года деревня называлась Средние Озерцы и входила в состав Поддубского сельсовета Лужского района.
C 1 августа 1941 года по 31 января 1944 года деревня находилась в оккупации.
В 1958 году население деревни Большие Озерцы составляло 183 человека.
По данным 1966 года деревня Большие Озерцы также входила в состав Поддубского сельсовета.
По данным 1973 года деревня Большие Озерцы входила в состав Шильцевского сельсовета.
По данным 1990 года деревня Большие Озерцы входила в состав Ретюнского сельсовета.
В 1997 году в деревне Большие Озерцы Ретюнской волости проживали 37 человек, в 2002 году — 31 человек (все русские).
В 2007 году в деревне Большие Озерцы Ретюнского СП также проживали 45 человек.

## География
Деревня расположена в южной части района на автодороге 41К-668 (Ретюнь — Поддубье) в месте примыкания к ней автодороги 41К-692 (Крени — Большие Озерцы).
Расстояние до административного центра поселения — 18 км.
Расстояние до ближайшей железнодорожной станции Серебрянка — 15 км.
Деревня находится на северном берегу озера Мокрое.

## Демография
| 1838 | 1862 | 1885 | 1958 | 1997 | 2007 | 2010 |
| ---- | ---- | ---- | ---- | ---- | ---- | ---- |
| 322  | ↘197 | ↘95  | ↗183 | ↘37  | ↗45  | ↘44  |
| 2017 |      |      |      |      |      |      |
| ↗46  |      |      |      |      |      |      |

## Улицы
Зелёная, Озёрная, Партизанская, Полевая, Цветочная.